# 緯来日本台
緯来日本台（いらいにっぽんたい 中:緯來日本台、英:Videoland Japan Channel、略称：VJC）は、中華民国にある緯来電視網と言うテレビ局の日本に特化したチャンネルの一つである。1996年1月1日に開局した。

## テレビ番組
日本のテレビ番組は、NHKと日本の民放五社（日本テレビ系列、フジテレビ系列、テレビ朝日系列、TBS系列、テレビ東京系列）のバラエティ番組やドラマに繁体字中国語の字幕付きで放送される。

## バラエティ番組

### NHK
- NHK紅白歌合戦

### 日本テレビ
- ぶらり途中下車の旅
- どっちの料理ショー（読売テレビ）
- 鳥人間コンテスト選手権大会（読売テレビ）
- 恋愛部活
- ニッポン旅×旅ショー
- スタぴか! THOSE★AMAZING★KIDS!
- ワールド☆レコーズ
- 極脳
- 週末のシンデレラ 世界!弾丸トラベラー
- 世界の果てまでイッテQ!
- 月曜から夜ふかし
- 有吉ゼミ
- ぐるぐるナインティナイン
- 秘密のケンミンSHOW（読売テレビ）
- 天才!志村どうぶつ園
- ヒューマングルメンタリー オモウマい店（中京テレビ）
- それって!?実際どうなの課（中京テレビ）
- PS純金（中京テレビ、日本では中京ローカル）

スペシャル
- のどじまん ザ!ワールド
- ズームイン!!SUPER（読売テレビ）

### テレビ朝日
- ウッチャンナンチャンの炎のチャレンジャー これができたら100万円!!
- 美味紳助
- アドレな!ガレッジ
- 賢コツ!!
- 大胆MAP
- 女神のアンテナ（唯一「激安ツアー検証」を放送）
- 松岡修造の情熱チャージ 熱血!ホンキ応援団
- 修造学園〜学校では教えてくれない授業〜
- 雨上がり決死隊のトーク番組アメトーーク!
- THE GAMES
- ミュージックステーション
- 関ジャニの仕分け∞
- おにぎりあたためますか（北海道テレビ）
- ロンドンハーツ
- ノブナカなんなん？
- 帰れマンデー見っけ隊!!
- ナニコレ珍百景
- ポツンと一軒家（ABCテレビ）
- 大改造!劇的ビフォーアフター（ABCテレビ）

スペシャル
- 小学生クラス対抗30人31脚
- ミュージックステーションスーパーライブ
- 眠れぬ夜の恐ろしい話

### TBS
- あったか生活!秘伝!カテイの魔法（毎日放送）
- USO!?ジャパン
- 時短生活ガイドSHOW
- よゐこ部
- キングオブチェアー
- 爆笑問題のドッキリ パニックフェイス王
- 激変!ミラクルチェンジ
- 元気家族テレビ となりのマエストロ
- 教えて・からだのミカタ (BS-TBS)
- 炎の体育会TV
- Asian Ace
- 住人十色（毎日放送）
- 衝撃速報!アカルイ☆ミライ（毎日放送）
- ひみつの嵐ちゃん!
- 世界のみんなに聞いてみた
- 飛び出せ!科学くん
- 私の何がイケないの?
- 中居正広の金曜日のスマたちへ
- 世界の日本人妻は見た!（毎日放送）
- ニンゲン観察バラエティ モニタリング
- アイ・アム・冒険少年

スペシャル
- 注文の多い料理人
- 究極の男は誰だ!?最強スポーツ男子頂上決戦
- 水トク!
- SASUKE

### テレビ東京
- TVチャンピオン
- ココリコミリオン家族
- お茶の間の真実〜もしかして私だけ!?〜
- Hi! Hey! Say!
- TVチャンピオン2
- 元祖!大食い王決定戦
- 仰天クイズ! 珍ルールSHOW
- 家族になろう（よ）
- ちょこっとイイコト 〜岡村ほんこん♥しあわせプロジェクト〜

スペシャル
- 完成!ドリームハウス
- 感動！生活改革SP 愛する家族へ『サプライフ!』
- 徳光&ピン子&ミッツのもしも突然芸能人が家族になったらどうなる?
- あなたの街にもきっとある 行列のできない激うまラーメン
- 土曜スペシャル
  - うまい! 安い! 楽しい! 日本列島 回転寿司の旅
- 日曜ビッグバラエティ
  - 噂のくいしん坊家族
  - 巨大マグロ伝説/巨大マグロ戦争
  - 発見！こんな所にレストラン
  - ギュウギュウ詰め!激セマ繁盛店ベスト20
  - 冬の富士山一周! ふれあい旅
  - 住民を守れ!日本全国 駆除の達人
  - そこまでやる!?日本のスゴイ家
  - 秘境の地からやって来た!仰天ニッポン滞在記

### フジテレビ
- ほんとにあった怖い話
- 世の中どこ見てんのよ!?ジャリバラ!
- G★ウォーズ
- battle for money 戦闘中
- run for money 逃走中
- ほこ×たて
- VS嵐
- ひらけ!パンドラの箱 アンタッチャブるTV（関西テレビ）

スペシャル
- ニューカマーズ「超奇魔術 リュー・チェン 日本初上陸!」

## ドラマ

### NHK
連続テレビ小説
- 澪つくし
- おしん
- 純情きらり
- どんど晴れ
- ゲゲゲの女房
- てっぱん
- おひさま
- カーネーション
- ごちそうさん
- あまちゃん
- 梅ちゃん先生
- 花子とアン
- まれ
- あさが来た
- とと姉ちゃん
- べっぴんさん

ドラマ10
- 胡桃の部屋
- はつ恋

大河ドラマ
- 秀吉
- 信長 KING OF ZIPANGU
- 利家とまつ〜加賀百万石物語〜
- 義経
- 篤姫
- 天地人
- 龍馬伝
- 江〜姫たちの戦国〜
- 八重の桜
- 坂の上の雲

BS時代劇
- テンペスト

スペシャル
- 蝶々さん〜最後の武士の娘〜

### 日本テレビ
水曜ドラマ
- ごくせん
- anego〜アネゴ〜
- プリマダム
- CAとお呼びっ!
- 14才の母
- ハケンの品格
- バンビ〜ノ!
- ホタルノヒカリ_(漫画)
- 斉藤さん
- 正義の味方
- OLにっぽん
- キイナ〜不可能犯罪捜査官〜
- アイシテル〜海容〜
- ギネ 産婦人科の女たち
- 曲げられない女
- Mother
- 黄金の豚-会計検査庁 特別調査課-
- 美咲ナンバーワン!!
- リバウンド
- ブルドクター
- 家政婦のミタ
- クレオパトラな女たち
- 花咲舞が黙ってない
- 世界一難しい恋

土曜ドラマ
- 家なき子
- 金田一少年の事件簿
- 歓迎!ダンジキ御一行様
- 女王の教室
- 野ブタ。をプロデュース
- 喰いタン
- 1ポンドの福音
- ヤスコとケンジ
- スクラップ・ティーチャー〜教師再生〜
- 銭ゲバ
- ザ・クイズショウ
- 華麗なるスパイ
- サムライ・ハイスクール
- 美丘-君がいた日々-
- Q10
- 理想の息子
- ゴーストママ捜査線〜僕とママの不思議な100日〜
- 悪夢ちゃん
- ウチの夫は仕事ができない

24時間テレビスペシャルドラマ
- 君がくれた夏 〜がんばれば、幸せになれるよ〜
- みゅうの足パパにあげる

スペシャル
- 課長島耕作
- 東京大空襲
- らんま1/2
- ヤング ブラック・ジャック

### 読売テレビ
- 火垂るの墓―ほたるのはか―
- 日本のシンドラー杉原千畝物語・六千人の命のビザ
- 名探偵コナン
- お家さん

### テレビ朝日
水曜9時枠の刑事ドラマ
- Answer〜警視庁検証捜査官

木曜ドラマ
- 南くんの恋人
- エラいところに嫁いでしまった!
- ホテリアー
- 交渉人〜THE NEGOTIATOR〜
- 四つの嘘
- 夜光の階段
- 同窓会〜ラブ・アゲイン症候群
- DOCTORS〜最強の名医〜
- 聖なる怪物たち
- Wの悲劇
- ドクターX〜外科医・大門未知子〜
- おトメさん
- ダブルス〜二人の刑事
- 緊急取調室
- BORDER 警視庁捜査一課殺人犯捜査第4係
- ゼロの真実〜監察医・松本真央〜

スペシャル
- 流転の王妃・最後の皇弟
- 刑事一代 平塚八兵衛の昭和事件史
- 熱い空気
- 家政婦は見た!
- 宮本武蔵

### 朝日放送
- 女帝
- 赤川次郎ミステリー 4姉妹探偵団

### TBS
木曜9時枠の連続ドラマ
- 白夜行
- 潜入探偵トカゲ
- パパドル!
- 同窓生〜人は、三度、恋をする〜

木曜10時枠の連続ドラマ
- 花嫁は厄年ッ!
- 肩ごしの恋人
- ジョシデカ!-女子刑事-

金曜ドラマ
- ストロベリー・オンザ・ショートケーキ
- Stand Up!!
- 世界の中心で、愛をさけぶ
- ドラゴン桜
- 花より男子
- 夜王 〜YAOH〜
- クロサギ
- タイヨウのうた
- セーラー服と機関銃
- 山田太郎ものがたり
- Around40〜注文の多いオンナたち〜
- 魔王
- 流星の絆
- ラブシャッフル
- おひとりさま
- ヤマトナデシコ七変化♥
- ヤンキー君とメガネちゃん
- うぬぼれ刑事
- SPEC〜警視庁公安部公安第五課 未詳事件特別対策係事件簿〜
- LADY〜最後の犯罪プロファイル〜
- 美男ですね
- 専業主婦探偵〜私はシャドウ
- 恋愛ニート〜忘れた恋のはじめ方
- もう一度君に、プロポーズ
- 大奥〜誕生［有功・家光篇］
- 夜行観覧車
- TAKE FIVE〜俺たちは愛を盗めるか〜

日曜劇場
- オレンジデイズ
- 夫婦。
- いま、会いにゆきます
- 輪舞曲
- おいしいプロポーズ
- 鉄板少女アカネ!!
- 華麗なる一族
- 冗談じゃない!
- パパとムスメの7日間
- 佐々木夫妻の仁義なき戦い
- SCANDAL
- JIN-仁-
- 新参者
- 獣医ドリトル
- 冬のサクラ
- 華和家の四姉妹
- 南極大陸
- 運命の人
- ATARU
- サマーレスキュー〜天空の診療所〜
- MONSTERS
- とんび
- 空飛ぶ広報室
- 半沢直樹
- 安堂ロイド〜A.I. knows LOVE?〜
- S -最後の警官-
- ルーズヴェルト・ゲーム
- 下町ロケット

スペシャル
- DOOR TO DOOR〜僕は脳性まひのトップセールスマン〜
- LEADERS リーダーズ

### フジテレビ
- 夏子の酒
- 29歳のクリスマス
- リーガル・ハイ
- ディア・シスター
- 探偵の探偵

### 関西テレビ
- よろず占い処 陰陽屋へようこそ

### 東海テレビ
- 花嫁のれん

## アニメ

### TBS
- 黒執事

### Webアニメ
- Axis powers ヘタリア

## 自社制作
- 日本學問大
- 日本旅遊學問大
- 欲しガールのお姫旅